# Gecko
Gecko is een opensource-layout-engine (of rendering engine) die in 1997 werd opgezet door Netscape. Tegenwoordig wordt Gecko verder ontwikkeld door de Mozilla Foundation, die onder andere de webbrowser Firefox en e-mailclient Thunderbird uitbrengt. Beide programma's maken gebruik van Gecko. De naam Gecko was in eerste instantie niet de naam voor de engine, maar werd veelal gebruikt door de Netscape-engineers. De 'officiële' codenaam was NGLayout, wat stond voor 'Next Generation Layout'.
Gecko concurreert met andere rendering engines zoals: Trident (Internet Explorer), KHTML (Konqueror), WebKit (Safari) en Presto (Opera). Een voordeel van Gecko is dat het veel webstandaarden ondersteunt. Zo ondersteunt het HTML, XML, XHTML, CSS, DOM, W3C, RDF, JavaScript, SVG en MathML. Gecko-applicaties, zoals Firefox, gebruiken vaak XUL in combinatie met XBL om hun gebruikersinterface op te bouwen. Binnen Firefox wordt dus naast de webpagina's ook de browser zelf volledig door Gecko gerenderd. Een ander sterk punt van Gecko is de ondersteuning van een groot aantal platforms: er bestaan Gecko-versies voor onder andere Mac OS X, Linux en Windows.
Gecko is geschreven in C++.

## Gebruik
Gecko wordt gebruikt voor een aantal internetgerelateerde toepassingen, voornamelijk webbrowsers.

### Webbrowsers
- Mozilla Suite
- Mozilla Firefox
- AOL
- Beonex Communicator
- Camino
- Classilla
- CompuServe 7.0
- DocZilla
- Flock 1.x en 2.x
- Galeon
- IBM Web Browser
- K-Meleon
- Kazehakase
- Netscape 6+
- Skipstone

### Andere toepassingen
- Songbird, een programma om muziekcollecties mee te beheren
- Miro, een programma voor internet-video
- Mozilla Thunderbird, een e-mail- en nieuwsgroepenprogramma
- Instantbird, een instant messenger
- SeaMonkey, een browser, e-mailprogramma, chatprogramma en HTML-editor in één pakket